# غوزفريد كونت مين
غوزفريد (توفي 878) كان كونت مين ومارجريف مسيرة النورمان من عام 865 حتى وفاته. كان نجل رورجون من مين من زوجته بيليتشيلد.
في عام 861، أنشأ تشارلز الأصلع، ملك غرب فرنسا، مسيرة نيوستريا، التي جمعت بين مسيرة نورمان ومسيرة بريتون. تم منحهم لأدالارد  السنشال وروبرت القوي، على التوالى. ثار غوزفريد وشقيقه رورجون الثاني، الذي كان كونت مين في ذلك الوقت، ضد روبرت. تحالف الشقيقان مع سالومون من بريتاني في معارضة روبرت القوي.
في عام 865، توفي رورجون الثاني وأصبح غوزفريد كونت ماين الجديد. في العام نفسه، حرم شارل الأصلع عائلة أدالارد من أرضهم في نيوستريا، ومنحها إلى غوزفريد.
كان لديه عدة أطفال.
- غوزلين (توفي عام 914)، كونت مين
- غوزبيرت

عند وفاته في عام 878، انتقلت أراضي غوزفريد إلى ابن عمه راجينولد، لأن أطفال غوزفريد كانوا أصغر من أن ينجحوا.